# Прата ди Принчипато Ултра
Прата ди Принчипато Ултра (итал. Prata di Principato Ultra) је насеље у Италији у округу Авелино, региону Кампанија.
Према процени из 2011. у насељу је живело 2273 становника. Насеље се налази на надморској висини од 333 м.

## Становништво
Према резултатима пописа становништва 2011. у општини је живело 2.978 становника.
| 1931. | 1936. | 1951. | 1961. | 1971. | 1981. | 1991. | 2001. | 2011. |
| ----- | ----- | ----- | ----- | ----- | ----- | ----- | ----- | ----- |
| 3.188 | 3.302 | 3.591 | 2.922 | 3.107 | 3.053 | 3.050 | 3.011 | 2.978 |